# سد الحريق
سدّ الحريق هو أحد السدود في المملكة العربية السعودية تم إفتتاحه عام 1984 ويقع في منطقة الرياض.